# الكاتدرائية الأرثوذكسية (ساو باولو)
الكاتدرائية الأرثوذكسية (بالبرتغاليّة: Catedral Metropolitana Ortodoxa de São Paulo) هي واحدة من الكاتدرائيات في مدينة ساو باولو. مكرسة على شرف القديس بولس، وهي مقر لأبرشية أنطاكية الأرثوذكسية في ساو باولو وكل البرازيل. وهي واحدة من أكبر الكاتدرائيات الأرثوذكسية الشرقية في العالم، ومثال جيد على إحياء العمارة البيزنطية.